# Ikeda Mitsumasa
Ikeda Mitsumasa (池田 光政?; 10 maggio 1609 – 27 giugno 1682) fu un daimyō giapponese del periodo Edo appartenente al clan Ikeda.

## Biografia
Figlio di Ikeda Toshitaka e di Tsuruhime, figlia di Sakakibara Yasumasa a figlia adottiva di Tokugawa Hidetada.
Dopo la morte del padre nel 1616 Mitsumasa ereditò i suoi domini nella provincia di Harima.
Nel 1617 fu trasferito nel dominio di Tottori (325.000 koku) con le provincie di Inaba e Hoki.
Nel 1632 fu nuovamente trasferito nel dominio di Okayama (315.000 koku) nella provincia di Bizen. I suoi discendenti continuarono a vivere a Okayama.
Amava la scienza e favoriva l'istruzione al massimo del suo potere. Nel 1672 abbandonò la gestione dei suoi domini a favore di suo figlio.
Fu anche uno studioso confuciano e patrono di Kumazawa Banzan, importante studioso confuciano del XVII secolo.